# لیناردو آپارسیدو پادیلا دی اولیویرا
لیناردو آپارسیدو پادیلا دی اولیویرا (به پرتغالی: Leandro Aparecido Padilha de Oliveira) هافبک اهل برزیل است که در شهر کامپوگرانده، ماتوگروسو جنوبی و در تاریخ ۲ ژانویهٔ ۱۹۸۸ به دنیا آمده‌است.
لیناردو آپارسیدو پادیلا دی اولیویرا در تیم‌های فوتبال Corinthians Paranaense سابقهٔ حضور دارد.